# Llibert Ferri i Mateo
Llibert Ferri i Mateo   (Barcelona, 1948) és un periodista català.
Llicenciat en periodisme per la Universitat Autònoma de Barcelona. Estudis de Ciències Socials a l'Institut Catòlic d'Estudis Socials de Barcelona.
Entre 1987 i 2007 va ser el corresponsal de la cadena TV3 a la Unió Soviètica, posteriorment Federació Russa, així com també a l'Europa central i oriental. Durant la seva etapa a Moscou va ser testimoni directe del procés de perestroika i de l'esfondrament dels règims comunistes, així com de la transició a la democràcia i a l'economia capitalista.
És autor de diversos reportatges sobre la realitat postcomunista al programa 30 minuts de TV3, i del documental històric Operació Nikolai, que desvetlla les incògnites sobre el segrest i assassinat del líder marxista català Andreu Nin a mans de la policia soviètica.
Va ser investigador als arxius de Moscou, becat pel Centre d'Estudis Històrics Internacionals així com columnista del setmanari El Temps i del diari Ara.

## Obres
- Cròniques postsoviètiques (1994 Llibres de l'Índex i 1998 La Magrana)
- Caiguda i retorn (1996, Edicions 3 i 4)
- Dies de roig i vermell (1999, Editorial Columna)
- Memòria del fred (2006, Editorial Empúries)
- L'esclat de l'Est (2008, Eumo Editorial)
- Manhattan líquid (2010, Empúries)
- Viatge a Moscou (2014, Ara llibres)
- Putin trenta anys després del final de l'URSS (2021, Edicions de 1984)[5]